# (22686) Mishchenko
(22686) Mishchenko est un astéroïde de la ceinture principale.

## Description
(22686) Mishchenko est un astéroïde de la ceinture principale. Il fut découvert le 20 août 1998 à la station Anderson Mesa par le programme LONEOS. Il présente une orbite caractérisée par un demi-grand axe de 2,62 UA, une excentricité de 0,10 et une inclinaison de 13,8° par rapport à l'écliptique.

## Compléments